# Época de migración al norte
Época de migración al norte (en árabe: موسم الهجرة إلى الشمال‎ Mawsim al-Hijrah ilâ al-Shamâl ) es una novela árabe clásica poscolonial del escritor sudanés Tayeb Salih. En 1966, Salih publicó su novela, por la cual es más conocido. Fue publicada por primera vez en la revista Beirut Hiwâr. La principal preocupación del libro es el impacto del colonialismo británico y la modernidad europea en las sociedades rurales africanas en general y en la cultura e identidad sudanesas en particular. Su novela refleja los conflictos del Sudán moderno y describe la brutal historia del colonialismo europeo que configura la realidad de la sociedad sudanesa contemporánea. La Academia Literaria Árabe con sede en Damasco la nombró una de las mejores novelas en árabe del siglo XX. Mawsim al-Hijrah ilâ al-Shamâl se considera un punto de inflexión importante en el desarrollo de narraciones poscoloniales que se centran en el encuentro entre Oriente y Occidente En ella retrata la vida de Mustafá Said (Sa'eed), inmigrante sudanés provinciano que pasa siete años en el Reino Unido.
La novela ha sido traducida a más de veinte idiomas. Salih hablaba inglés y árabe con fluidez, pero decidió escribir esta novela en árabe. La traducción al inglés de Denys Johnson-Davis se publicó en 1969 como parte de la influyente serie de escritores africanos Heinemann. La novela es una contraparte de Heart of Darkness. Fue descrito por Edward Said como una de las seis grandes novelas de la literatura árabe. En 2001 fue seleccionada por un panel de escritores y críticos árabes como la novela árabe más importante del siglo XX.
La propia experiencia del autor es parte crucial de esta obra, donde se presentan temas como el colonialismo, la sexualidad y los choques culturales.

## Contexto histórico
En enero de 1899, Gran Bretaña y Egipto establecieron un condominio o autoridad conjunta para gobernar sobre Sudán. Sudán obtuvo su independencia en 1956, pero luego se vio envuelto en dos guerras civiles prolongadas durante gran parte del resto del siglo XX. Esta novela se desarrolla en la década de 1960, un momento significativo y tumultuoso en la historia de Sudán. 

## Resumen
Mawsim al-Hijrah ilâ al-Shamâl es una historia contada a una audiencia no especificada del africano que regresó de la escuela en el extranjero por un narrador anónimo. El narrador regresa a su aldea sudanesa de Wad Hamid en el Nilo en la década de 1950 después de escribir una tesis doctoral sobre "la vida de un oscuro poeta inglés". Mustafa Sa'eed, el protagonista principal de la novela, es un hijo del colonialismo británico y un fruto de la educación colonial. También es un producto monstruoso de su tiempo.
El narrador no identificado está ansioso por contribuir a la nueva vida poscolonial de su país. A su llegada a casa, se encuentra con un nuevo aldeano llamado Mustafa Sa'eed que no lo adula por sus logros como la mayoría de los demás, y muestra una naturaleza antagónica distante.

## Personajes
- Sheila Greenwood
- Ann Hammond
- Mahjoub
- Bint Mahmoud (Hosna)
- Bint Majzoub
- Jean Morris
- El Narrador (Anónimo)
- Padre del Narrador
- Abuela del Narrador
- MAdre del Narrador
- Wad Rayyes
- Mustafa Sa'eed
- Isabella Seymour

## Relación con otros textos
La novela puede relacionarse de muchas maneras con los trabajos fundamentales de Frantz Fanon, específicamente Black Skin, White Masks. Fanon discute la política del deseo entre hombres negros y mujeres blancas, ya que Salih también explora extensamente en las relaciones de Mustafa Sa'eed.
También ha sido comparada de muchas maneras con Heart of Darkness de Joseph Conrad. Ambas novelas exploran la hibridación cultural, las experiencias trans coloniales y el orientalismo.
La novela también se desarrolla en el mismo pueblo, Wad Hamid, de muchas de las otras obras de Salih, incluidas The Wedding of Zein, Bandarshah y otras. Muchos de los personajes de la novela, como Mahjoub y el Narrador, también se repiten en estas obras. Ami Elad-Boulaski escribe que la descripción de Salih de Wad Hamid se realiza más plenamente porque el lector puede seguir el desarrollo de los personajes a través de múltiples novelas y cuentos.